# Широке (Синельниківський район)
Широ́ке — село в Україні, у Васильківській селищній громаді Синельниківського району Дніпропетровської області. Населення становить 140 осіб (2001). До 2020 року орган місцевого самоврядування — Павлівська сільська рада.

## Географія
Село Широке розташоване за 97 км від обласного центру та 42 км від районного центру. На східному півдні межує з селом Довге, на сході з селом Павлівка, на півночі з селом Самарське та на північному заході з селом Тихе. Найближча залізнична станція Улянівка (за 21 км).

## Історія
12 червня 2020 року, відповідно до розпорядження Кабінету Міністрів України № 709-р від «Про визначення адміністративних центрів та затвердження територій територіальних громад Дніпропетровської області», увійшло до складу Васильківської селищної громади.
19 липня 2020 року, під час адміністративно-територіальної реформи та ліквідації Васильківського району, село увійшло до складу Синельниківського району.

## Відома особа
В селі живе Варза Йолана Андріївна — мати восьми дітей, яка нагороджена почесним званням «Мати-героїня» Указом Президента від 2007 року.

## ЗМІ
В селі видається місцева газета «Вісник».